# Maître Hibou
Maître Hibou (Owl) est un personnage de l'univers de Winnie l'Ourson, créé par Alan Alexander Milne.
Ce personnage récurrent est, comme son nom l'indique, un hibou. C'est à lui que s'adressent les différents personnages lorsqu’ils désirent un conseil.
Maître Hibou est sage et cultivé, il aime rendre service même quand le sujet sur lequel on l’interroge lui est peu connu et mal maîtrisé. Il a tendance à s'égarer dans les histoires qu'il raconte, tant et si bien que ses amis s'endorment souvent avant la fin de celles-ci.
Il a eu comme voix françaises Henry Djanik entre 1966 à 1997 et Bernard Alane depuis 1997.